# Lo más pesado de La Pesada
Lo más pesado de La Pesada es  el primer y único álbum recopilatorio del grupo de rock argentino Billy Bond y La Pesada del Rock and Roll, comandado por Billy Bond. Este compilado apareció por primera vez en 1979, tuvo otra edición en 1982 con nuevo arte de tapa, para luego ser reeditado en CD en 1994 (actualmente descatalogado). El disco incluye los éxitos más conocidos de La Pesada como "Salgan al sol" (de Javier Martínez), "El parque" (de Luis Alberto Spinetta), "Gracias al cielo", "Tontos", y una versión censurada de "La Marcha de San Lorenzo", entre otros títulos.

## Lista de canciones
| N.º | Título                                        | Compositor                                                 | Duración |  |
| 1.  | «Salgan al sol»                               | Javier Martínez                                            | 3:15     |  |
| 2.  | «La maldita máquina»                          | Alejandro Medina, Rubén de León                            | 4:42     |  |
| 3.  | «El parque»                                   | Luis Alberto Spinetta                                      | 4:40     |  |
| 4.  | «Propiamente io (realmente yo)»               | Billy Bond, José Oscar López                               | 2:37     |  |
| 5.  | «Toma Rock and roll»                          | Billy Bond, José Oscar López                               | 2:38     |  |
| 6.  | «Gracias al cielo»                            | Billy Bond, Alejandro Medina                               | 2:40     |  |
| 7.  | «Divertido (reventado)»                       | Pedro Pujó, Norberto Napolitano “Pappo”                    | 1:50     |  |
| 8.  | «La pálida ciudad»                            | Kubero Díaz                                                | 2:55     |  |
| 9.  | «Conscientemente todo, todo lo podrás lograr» | Billy Bond, Alejo Medina, Jorge Álvarez                    | 3:05     |  |
| 10. | «Cada día somos más»                          | Juliano Canterini, Pedro Pujó                              | 3:10     |  |
| 11. | «Para qué nos sirven»                         | Jorge Álvarez, Billy Bond, Pappo                           | 3:10     |  |
| 12. | «Tontos»                                      | Alejandro Medina, Billy Bond, Claudio Gabis, Jorge Álvarez | 4:42     |  |
| 13. | «La marcha de San Lorenzo»                    | C. A. Silva - dominio público                              | 3:15     |  |

- Los nombres de los compositores se citan textualmente de la carátula del CD en todos los casos.
- El orden de las canciones corresponde al de la edición en CD.

## Personal
| - Billy Bond: coros y canto - Kubero Díaz: guitarra - Claudio Gabis: guitarra - Quique Gornatti: guitarra - David Lebón: guitarra - Poli Martínez: guitarra - Pappo: guitarra - Nacho Smilari: guitarra - Oswaldo "Kokinho" Gennari: bajo - Cacho Lafalce: bajo - Alejandro Medina: bajo y voz - Alfredo Remus: bajo - Luis Alberto Spinetta: bajo - Vitico: bajo | - Rolando Castello "Junior": batería - Luis Gambolini: batería - Jimmy Márquez: batería - Javier Martínez: batería - Pomo: batería - Isa Portugheis: batería - Enrique Roizner "El Zurdo": batería - Black Amaya: percusión - Jorge Pinchevsky: violín - Charly García: piano - Andrés "La Bolsa": conga - El Abuelo: flauta - Willy: efectos |

- Datos: Q5493947